# Jean-Pierre de Crousaz

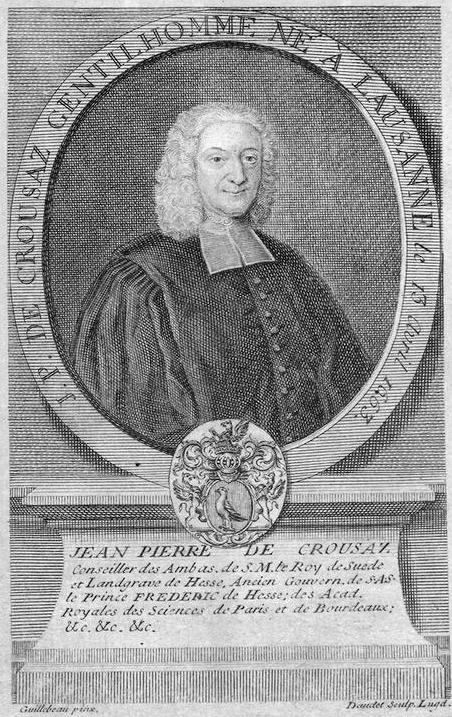
Jean-Pierre de Crousaz

Jean-Pierre de Crousaz (ur. 1663 w Lozannie, zm. 1750) – szwajcarski teolog i filozof, kartezjanista, znany bardziej ze swoich listów z komentarzami niż z opublikowanych prac.
Był wszechstronnym człowiekiem, a jego liczne prace poświęcone szerokiemu spektrum tematów stały się bardzo głośne i modne za jego czasów, później jednak zostały zapomniane. Częściej postrzegany i doceniany jest jako inicjator niż twórca, przede wszystkim dlatego, że jego główną zasługą było rozpropagowanie w Lozannie kartezjanizmu w opozycji do panującego tam dotychczas arystotelizmu.

## Życiorys
Studiował w Genewie, Lejdzie oraz w Paryżu, po czym pracował jako profesor filozofii i matematyki w Akademii w Lozannie. Był rektorem tej uczelni cztery razy, zanim, w roku 1724, teologiczne spory skłoniły go do rezygnacji i przyjęcia katedry filozofii i matematyki w Groningen. W roku 1726 mianowano go wychowawcą i nauczycielem Fryderyka, młodego księcia Hesji-Kassel. W roku 1735 powrócił do Lozanny zabezpieczony na życie dobrą emeryturą. W 1737 roku został przywrócony na swoją stara katedrę, którą zachował aż do śmierci.
Edward Gibbon, relacjonując swój pierwszy pobyt w Lozannie (1752-1755), pisze w swojej autobiografii: Logika de Crousaza przygotowała mnie do zapoznania się zarówno z jego mistrzem, Lockiem, jak i jego przeciwnikiem, Baylem.

## Wybrane dzieła
- Nouvel Essai de logique (1712)
- Géométrie des lignes et des surfaces rectilignes et circulaires (1712)
- Traité du beau (1714)
- Examen du traité de la liberté de penser d’Antoine Collins (1718)
- De l’éducation des enfants (1722, dedykowany ówczesnej Księżniczce Walii)
- Examen du pyrrhonisme ancien et moderne (1733, atak skierowany w stronę Pierre’a Bayla)
- Examen de l’essai de M. Pope sur l’homme (1737, atak na teorię Leibniza w poemacie Aleksandra Popa Wiersz o człowieku)
- Logique (6 vols., 1741)
- De l’ésprit humain (1741)
- Réflexions sur l’ouvrage intitulé: La Belle Wolfienne (1743)